# Кларк, Гайд
Гайд Кларк (англ. Hyde Clarke; 14 декабря 1815 — 1 марта 1895) — британский инженер и лингвист.
Участвовал в сооружении железной дороги и телеграфных линий в Индии и разработал систему укреплений для британской Индии. Ряд его работ по гидравлике, инженерному искусству, финансам, политической экономии напечатаны в разных журналах. Кларк говорил на сорока языках и наречиях, а понимал и того больше — до сотни, которые он изучил при продолжительных путешествиях по Кавказу, Азиатской Турции, Восточному Туркестану и Тибету, собрав в то же время много документов по этнографии и археологии этих стран.

## Избранная библиография
- «Theory of railway-investment» (1846);
- «Engineering of Holland» (1849);
- «Colonization, defence and railways in our Indian empire» (1857);
- «Handbook for comparative philology»;
- «The Iberians and praehellenic inhabitants of Asia Minor»;
- «The Holy Land and Europe»; «Comparative Grammar of Egyptian, Coptic and Ude»;
- «Researches on prehistoric and protohistoric comparative philology and archaeology» (1875);
- «The early History of mediterranean population» (1882);
- «Notes on the Ligurians, Aquitanians and Belgians» (1883);
- «The causes of the depression of prices» (1885);
- «The Picts» (1886).